# Peter Ducke
Peter Ducke (* 14. Oktober 1941 in Bensen, Reichsgau Sudetenland) ist ein ehemaliger Fußballspieler aus der DDR. Der Stürmer lief in 68 Länderspielen für die DDR-Nationalmannschaft auf und gewann mit der Auswahlmannschaft bei den Olympischen Spielen 1972 die Bronzemedaille.

## Herkunft
Die Familie von Peter Ducke musste nach dem Zweiten Weltkrieg ihre Heimat im Sudetenland verlassen und ließ sich in Schönebeck (Elbe) nahe Magdeburg nieder.

## Sportliche Laufbahn

### Gemeinschafts- und Clubstationen
Nachdem sich sowohl sein Vater als auch seine drei Brüder im Fußball engagiert hatten, wandte sich auch Peter Ducke dieser Sportart zu und begann ab 1950 seine Karriere bei der heimischen Betriebssportgemeinschaft Motor Schönebeck, deren 1. Männermannschaft in der Landesliga Sachsen-Anhalt (2. Liga) spielte. Im Sommer 1955 ging sein älterer Bruder Roland Ducke zum Erstligisten SC Motor Jena und versuchte später, dort auch seinen jüngeren Bruder unterzubringen. Im Probetraining konnte dieser jedoch nicht sonderlich überzeugen, so dass er wieder nach Hause geschickt wurde.

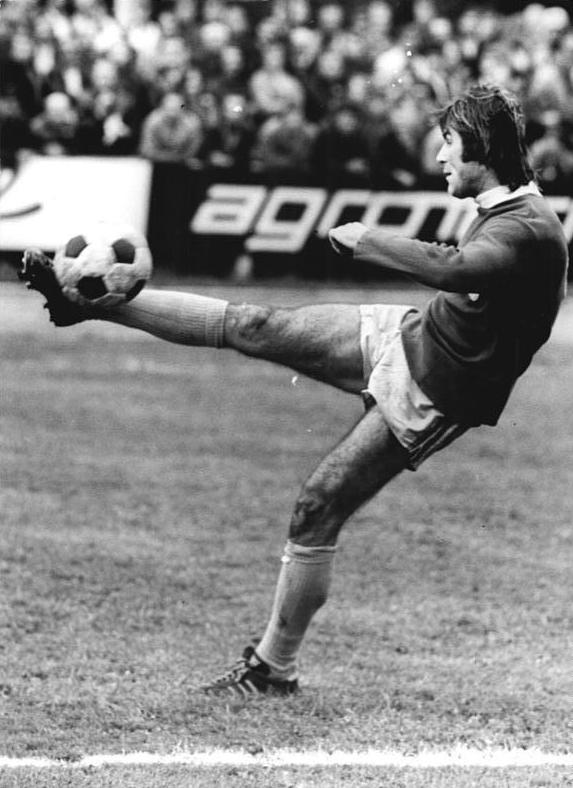
Peter Ducke (1975)

Erst nach überzeugenden Leistungen in Juniorenländerspielen 1959 wurde Peter Ducke erneut für die Jenaer interessant und kam er doch noch in die Thüringer Universitätsstadt. Bereits in seiner Premierenspielzeit in der 1. Mannschaft konnte er den ersten großen Erfolg verbuchen. Am 7. Oktober 1960 holte er mit seiner Mannschaft mit einem 3:2-Sieg über Empor Rostock den FDGB-Pokal. Mit seinen zwei Toren war er maßgeblich an diesem Erfolg beteiligt. Mit dem Pokalgewinn hatte der SC Motor Jena den Grundstein für eine erfolgreiche Ära gelegt, die über 20 Jahre – ab Januar 1966 dann als FC Carl Zeiss Jena antretend – hinweg andauern sollte.

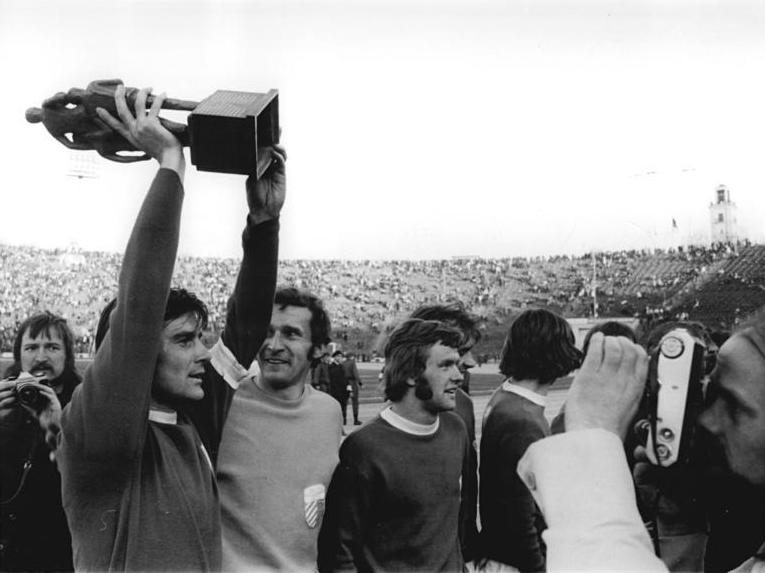
Peter Ducke (links) nach Sieg im FDGB-Pokal mit Trophäe (1974)

In Duckes aktiver Zeit wurden die Jenaer dreimal DDR-Meister und Pokalsieger. Als Mittelstürmer der Mannschaft war Ducke innerhalb von 18 Jahren mit 153 Toren entscheidend an diesen Erfolgen beteiligt. Damit nimmt er Rang 3 in der ewigen Torschützenliste der DDR-Oberliga ein. Von 1960 bis 1964 und noch einmal 1969 war Ducke treffsicherster Torschütze der Jenaer, 1963 wurde er mit 19 Treffern Torschützenkönig der Oberliga. Das veranlasste die Oberligatrainer, Ducke bei einer Umfrage der Zeitung Deutsches Sportecho zum besten Mittelstürmer der Saison 1962/63 zu wählen. Seine Oberligakarriere hätte noch erfolgreicher verlaufen können, hätten ihn nicht 1966 ein doppelter Schienen- und Wadenbeinbruch und 1974 eine Meniskusverletzung jeweils für längere Zeit außer Gefecht gesetzt. Auch eine zehnwöchige Sperre wegen seines Ausrasters beim 1:2 gegen den SC Aufbau Magdeburg im Pokalendspiel 1965 trug dazu bei, dass Peter Ducke mit 352 Punktspielen nur auf dem zwölften Platz der Liste der Oberligarekordspieler steht. Sein überschäumendes Temperament bescherte ihm überdies auch noch mehrere Platzverweise mit nachfolgenden Sperren. Trotz allem ließen ihn sein spielerischen Können und seine spektakulären Aktionen zum Fußball-Liebling in der gesamten DDR werden, versehen mit dem Spitznamen „Schwarzer Peter“. 1965 wurde er als Sportler des Jahres, 1971 als Fußballer des Jahres ausgezeichnet. Mit Abschluss der Saison 1976/77 beendete Peter Ducke seine aktive Laufbahn in der höchsten Spielklasse des DDR-Fußballs.

### Auswahleinsätze
Noch als Spieler von Motor Schönebeck wurde Peter Ducke in der Juniorenauswahl des Bezirkes Magdeburg eingesetzt und machte schon dort als Torjäger auf sich aufmerksam. Das hatte zur Folge, dass er ab 1959 und seinem Wechsel nach Jena auch in die DDR-Juniorenauswahl berufen wurde. Mit der ostdeutschen U-18 trat er 1960 in Österreich beim UEFA-Juniorenturnier, der inoffiziellen Europameisterschaft dieser Altersklasse, an.
Noch im gleichen Jahr, Ducke war erst 19 Jahre alt, wurde er zum ersten Mal in die A-Nationalmannschaft berufen. Beim 5:1 am 30. Oktober 1960 in Rostock spielte er an der Seite seines Bruders Roland und gab mit einem Tor einen gelungenen Einstand. Mit seinem letzten Länderspiel am 19. November 1975 (1:1 gegen die Tschechoslowakei) kam er auf insgesamt 68 Länderspiele, in denen er 15 Tore erzielte. Nach FIFA-Lesart sind für ihn ohne die Spiele bei Olympischen Fußballturnieren sowie deren Qualifikationen 63 Einsätze notiert.
Bei der einzigen WM-Teilnahme der DDR-Nationalmannschaft 1974 wurde Peter Ducke wegen einer noch nicht voll auskurierten Verletzung nur kurzzeitig eingesetzt. Beim legendären 1:0-Sieg über die DFB-Auswahl stand er nicht auf dem Platz. Seinen einzigen nennenswerten internationalen Erfolg erreichte er mit der Fußballolympiaauswahl der DDR. Am 10. September 1972 stand er in München im kleinen Finale des olympischen Fußballturniers, das nach einem 2:2 gegen die Sowjetunion beiden Mannschaften die Bronzemedaille bescherte. Zwischen 1971 und 1975 spielte Ducke 13-mal in der Olympiaauswahl und schoss zwei Tore.

### Erfolge

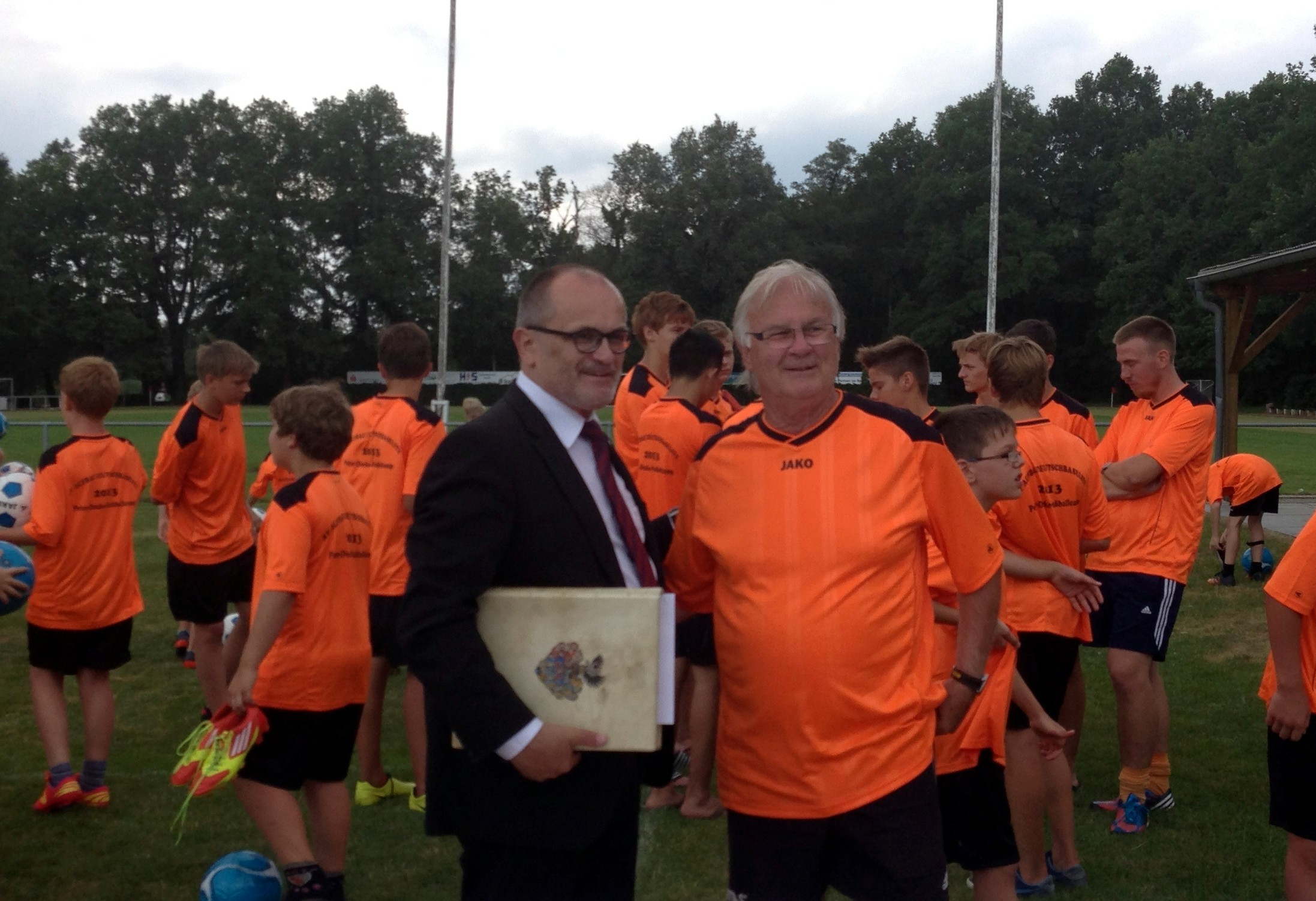
Peter Ducke und Roland Dantz (Bürgermeister der Stadt Kamenz) nach der Eintragung ins Goldene Buch der Stadt Kamenz (30. Juli 2013)

- DDR-Meister: 1963, 1968, 1970
- DDR-Pokalsieger: 1960, 1972, 1974
- Oberliga-Torschützenkönig: 1963
- DDR-Sportler des Jahres: 1965[3]
- DDR-Fußballer des Jahres: 1971
- Olympia-Bronzemedaille: 1972

## Weiterer Werdegang
Auch nach dem Abschluss seiner aktiven Laufbahn blieb Peter Ducke dem Jenaer Klub treu und arbeitete als Trainer im Nachwuchsbereich. Im Januar 1980 entließ der FC Carl Zeiss ihn als Trainer und schloss ihn als Clubmitglied aus, weil ihm unerlaubte Kontakte mit westdeutschen Bürgern vorgeworfen wurden. Danach war Ducke ein Jahr im Trainingszentrum des Bezirkes Gera tätig und nahm anschließend ein Diplom-Sportlehrer-Studium an der Jenaer Universität auf. Nach Abschluss des Studiums arbeitete er als Schulsportlehrer, unter anderem lange Jahre im Jenaer Stadtteil Lobeda. 1993 wollte ihn der Freistaat Thüringen wegen angeblicher Zusammenarbeit mit dem DDR-Staatssicherheitsdienst aus dem Schuldienst entlassen. Es gelang Ducke jedoch, in einem juristischen Verfahren die Vorwürfe zu widerlegen. Seit der Unabhängigkeit des Kosovo engagiert sich Ducke für die Anerkennung des kosovarischen Fußballverbandes durch die FIFA.
Seit 2007 findet in Kamenz im Ortsteil Deutschbaselitz beim SV Aufbau Deutschbaselitz das Peter-Ducke-Fußballcamp statt, das er als Fußball-Lehrer unterstützt. Am 30. Juli 2013 durfte sich Peter Ducke für sein Engagement bei diesem Fußballcamp für den Nachwuchs der Region ins Goldene Buch der Stadt Kamenz eintragen.